# Matka Boża z Aparecidy
Matka Boża z Aparecidy (Nossa Senhora da Conceição Aparecida) – święta patronka Brazylii, reprezentowana przez postać Matki Bożej znajdującej się w bazylice Matki Bożej, w mieście Aparecida, w stanie São Paulo, w Brazylii. 12 października jest dniem wolnym od pracy w Brazylii, ze względu na święto ku czci Matki Bożej z Aparecidy.

## Historia
Historia Matki Bożej sięga 1717 roku, kiedy to trzech rybaków Domingos Garcia, Filipe Pedroso i João Alves zostało wysłanych przez lokalne władze w poszukiwaniu ryb w rzece Paraíbie. Po nieudanych poszukiwaniach przybyli do miejsca zwanego Porto Itaguaçu.
João Alves zarzucił sieci i wyłowił rzeźbę Matki Boskiej. Jednak figurka nie była kompletna, nie posiadała głowy. Rybak zarzucił ponownie sieci i wyłowił głowę. Po tym zdarzeniu - jak głosi legenda - rybacy złowili wiele ryb.
Według najnowszych badań figurka została wyrzeźbiona przez Frei Agostino de Jesus, mnicha z São Paulo, miała 40 cm wysokości i powstała około 1650 roku. Większość czasu spędziła pod wodą, czemu zawdzięcza swój ciemny kolor. W roku 1904 figurkę zaczęto przedstawiać z koroną.
Przez następne 15 lat przy figurce hołd Matce Bożej zaczęli oddawać rybacy, ich rodziny oraz sąsiedzi. Kult Matki Bożej zaczął się rozprzestrzeniać, zaczęły roznosić się pogłoski o wielu modlących się, których modlitwy zostały wysłuchane. Rodziny rybaków wybudowały małą kaplicę, która okazała się za mała, gdy kult zaczął się rozprzestrzeniać po całej Brazylii. W 1734 roku wikariusz Guaratinguetá wybudował kaplicę na wzgórzu Coqueiros, do której od około 1745 roku zaczęły napływać pielgrzymki wiernych. Liczba pielgrzymów rosła i w roku 1834 rozpoczęto budowę starej bazyliki.

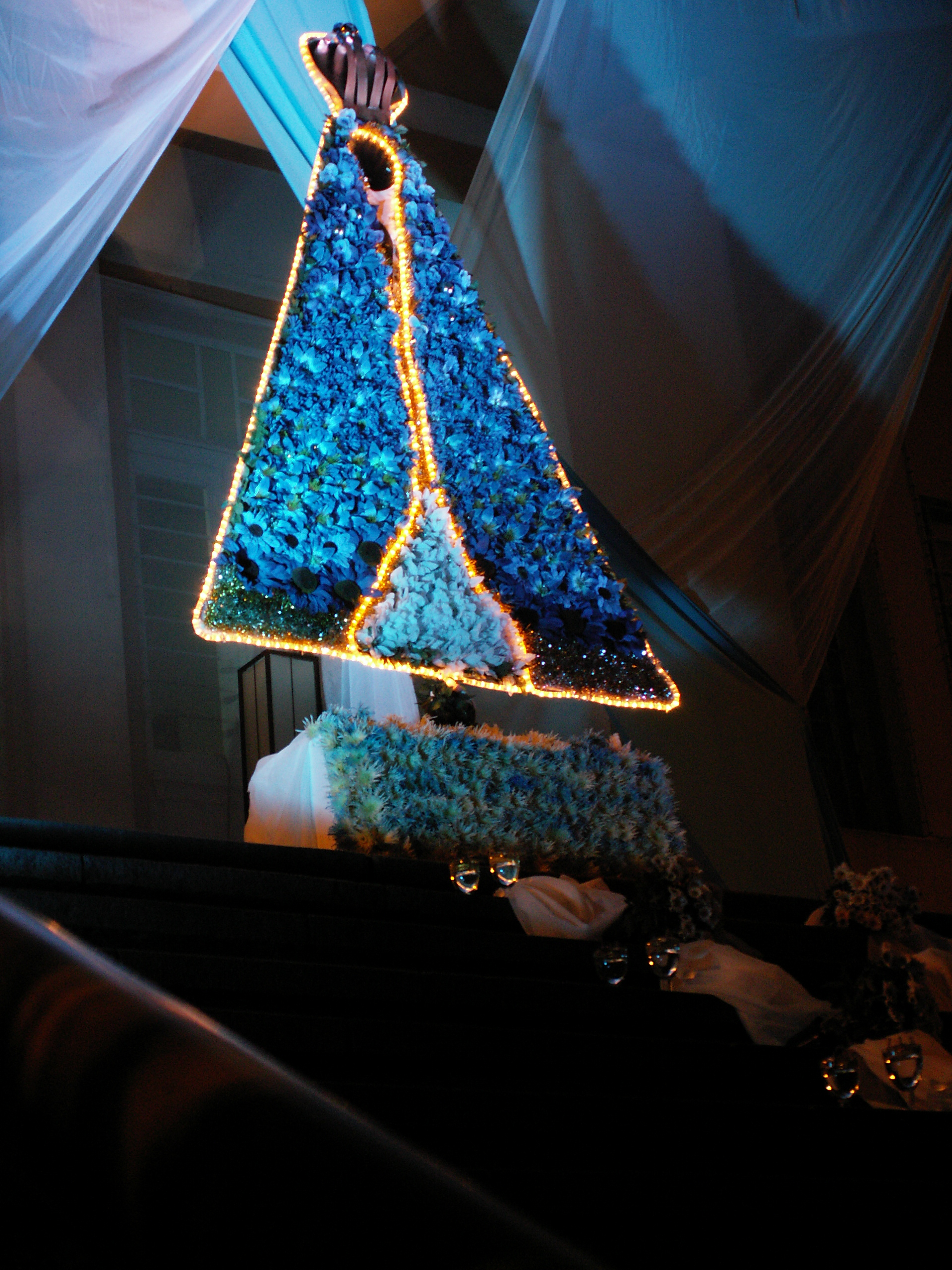
Wizerunek Matki Bożej podczas procesja w miejscowości Nova Prata

W 1928 roku wioska, która powstała u podnóża kościoła, otrzymała prawa miejskie.
W 1930 Matka Boża z Aparecidy została patronką Brazylii.

## Nowa bazylika

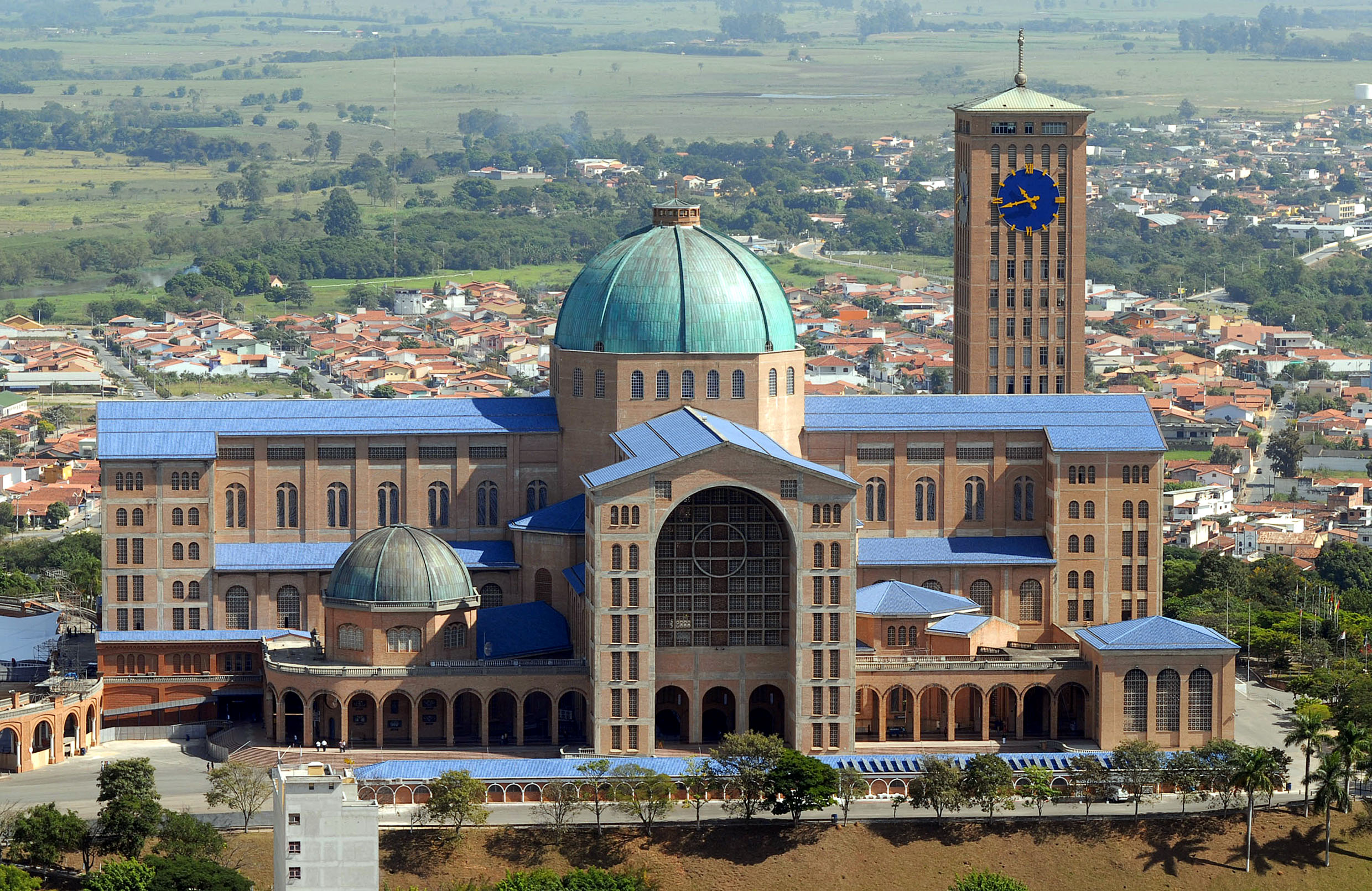
Widok na bazylikę

W związku z rosnącą liczbą wiernych odwiedzających starą bazylikę, w roku 1955 została rozpoczęta budowa nowej, większej bazyliki. Architekt Benedito Calixto zaprojektował budynek w formie greckiego krzyża, długi na 173 m i szeroki na 168 m. Bazylika z wieżą o wysokości 100 m, kopułą wysokości 70 m, zajmuje powierzchnię 18000 m² i może pomieścić 45.000 wiernych.
Świątynia jest drugą co do wielkości bazyliką na świecie, zaraz po bazylice św. Piotra. W 1984 roku została uznana na Narodowej Konferencji Biskupów Brazylii (CNBB) za największą maryjną świątynię na świecie.
W 1980 roku została poświęcona przez Jana Pawła II, który to również wyniósł ją do rangi bazyliki mniejszej (basilica minor).
W 1999 roku, jak podaje oficjalna strona bazyliki, liczba pielgrzymów wyniosła 6.565.849.
W 2007 roku Benedykt XVI podczas pielgrzymki do Brazylii podarował Czarnej Madonnie złotą różę

## Incydent „Kopiący Świętą”
12 października 1995 roku, w dzień święta Matki Bożej z Aparecida, miał miejsce kontrowersyjny incydent. Sergio von Helde, duchowny protestancki z Igreja Universal do Reino de Deus (Uniwersalny Kościół Królestwa Bożego), reprezentujący kontrowersyjny ruch zielonoświątkowy, kontrolujący niektóre stacje telewizyjne i radiowe w Brazylii, występował w telewizji, krzycząc „To nie jest święte! Czy możemy porównywać Boga do tej brzydkiej rzeczy?!, Von Helde kilka razy kopnął figurkę matki Bożej; próbował się później tłumaczyć, że chciał tylko wyrazić opinie, iż figurka jest tylko statuetką z gliny.
Wydarzenie to odbiło się szerokim echem w Brazylii, co zmusiło hierarchów Uniwersalnego Kościoła Królestwa Bożego do przeniesienia von Helde do Afryki.